# Řád za zásluhy (Benin)
Řád za zásluhy (francouzsky: Ordre du Mérite du Bénin) je státní vyznamenání Beninské republiky. Řád byl založen roku 1961. Udílen je občanům Beninu za civilní a vojenské zásluhy. Velmistrem řádu je úřadující prezident Beninu.

## Historie a pravidla udílení
Řád byl založen 24. října 1961. Po vyhlášení Beninské lidové republiky byl řád reformován a došlo i ke změně vzhledu insignií. Zákonem Lois N° 87-018 ze dne 21. září 1987 byl řád opětovně pozměněn. V souvislosti se zrušením socialistického režimu v zemi a s tím související i změnou oficiálního názvu státu a přijetím nových státních symbolů v roce 1990 byl upraven i vzhled řádových insignií.
Udílen je občanům Beninu, a to jak civilistům, tak příslušníkům ozbrojených sil. Civilistům je udílen za služby státu v oblasti veřejné a profesionální, kulturní, zemědělské, obchodní, průmyslové, politické a hospodářské. Příslušníkům ozbrojených sil je udílen po nejméně dvanácti letech služby za mimořádnou disciplínu, čest a loajalitu. Civilisté i příslušníci ozbrojených sil mohou být bez ohledu na odslouženou dobu vyznamenáni za mimořádný čin odvahy a obětavosti.
Velmistrem řádu je úřadující prezident Beninu. Řád je spravován Velkým kancléřstvím národních řádů.

## Insignie

### Typ I
Řádový odznak má tvar zeleně smaltované pěticípé hvězdy s cípy zakončenými kuličkami. Mezi cípy jsou čepele mečů. Odznak ve třídě rytíře je stříbrný, u vyšších tříd je pozlacený. Uprostřed je kulatý pozlacený medailon se širokým bíle smaltovaným lemem. Uprostřed medailonu je obrysová mapa Beninu pokrytá červeným smaltem. Mapa je položena na zlatých paprscích vycházejících ze středu medailonu. V bílém pruhu je zlatý nápis REPUBLIQUE DU DAHOMEY • MERITE DU BENIN. Zadní strana je hladká, bez smaltu.
Stuha z hedvábného moaré je široká 37 mm a tvořená pěti stejně širokými pruhy v barvě zelené, žluté, červené, žluté a zelené.

### Typ II
Řádový odznak se svým provedením podobá prvnímu typu. Hvězda je však pokrytá červeným smaltem a nápis v medailonu je REPUBLIQUE POPULAIRE DU BENIN • MERITE DU BENIN.
Stuha z hedvábného moaré sestává ze třech stejně širokých pruhů v barvě zelené, červené a zelené.

### Typ III
Řádový odznak se od předchozího typu liší pouze nápisem v medailonu, který u třetího typu zní REPUBLIQUE DU BENIN • MERITE DU BENIN.

## Třídy
Řád je udílen v pěti třídách:
- velkokříž – Řádový odznak se nosí na široké stuze spadají z pravého ramene na protilehlý bok. Řádová hvězda se nosí nalevo na hrudi.
- velkodůstojník – Řádový odznak se nosí na stuze s rozetou nalevo na hrudi. Řádová hvězda se nosí napravo na hrudi.
- komtur – Řádový odznak se nosí na stuze kolem krku. Řádová hvězda této třídě již nenáleží.
- důstojník – Řádový odznak se nosí zavěšený na stuze s rozetkou nalevo na hrudi.
- rytíř – Řádový odznak se nosí zavěšený na stuze bez rozetky nalevo na hrudi.

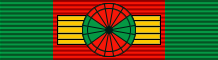
velkokříž
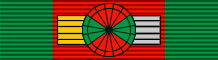
velkodůstojník
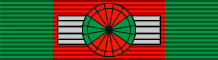
komtur
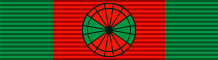
důstojník
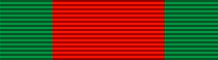
rytíř